# Jingyang (Xianyang)
Jingyang (en chino, 泾阳; pinyin, Jīngyáng) es un condado  bajo la administración directa de la Prefectura Xianyang en la Provincia de Shaanxi, República Popular China.  Su área es de 774 km² y su población total para 2010 superó los 480 mil habitantes.

## Administración
Desde julio de 2020, el  Condado Jingyang se divide en 13 pueblos que se administran en 1 subdistrito y 12  poblados,  villas y  villas étnicas.

## Toponimia
Jingyang [/Ching-Yang/] se encuentra al "norte" del río Jing (泾河). En la antigüedad, el "norte" del agua se consideraba el Yang, de ahí su nombre.